# Valéry Demory
Valéry Demory (Denain, 13 settembre 1963) è un cestista e allenatore di pallacanestro francese.

## Carriera
Demory negli anni ottanta e novanta ebbe una buona carriera da cestista. Ha militato con il Cholet, il Limoges, il Pau-Orthez e con l'Evreux, vincendo, tra l'altro, due campionati di Francia.
Conta 85 presenze nella nazionale di pallacanestro francese.

## Palmarès

### Giocatore
- Campionato francese: 2

CSP Limoges: 1989-90
Pau-Orthez: 1991-92